# Exechohypopion nigricosta
Exechohypopion nigricosta är en tvåvingeart som först beskrevs av Macquart 1850.  Exechohypopion nigricosta ingår i släktet Exechohypopion och familjen svävflugor. Inga underarter finns listade i Catalogue of Life.